# Hydrohalogenering
Een hydrohalogenering is een organische reactie waarbij een waterstofhalogenide, zoals waterstofchloride of waterstofbromide, in reactie wordt gebracht met een alkeen, ter vorming van een halogeenalkaan. De reactie kan worden beschouwd als een elektrofiele additie.
De additie verloopt conform de regel van Markovnikov. Deze stelt dat het halogeen steeds terechtkomt op de meest gesubstitueerde positie van de dubbele binding. Dit is het gevolg van het feit dat de hydrohalogenering verloopt met de vorming van een intermediair carbokation: dit carbokation is stabieler naarmate er meer substituenten op staan (een effect dat hyperconjugatie genoemd wordt). De additie van waterstoffluoride is niet bekend, omdat deze verbinding te reactief is.

## Anti-Markovnikovadditie
In de aanwezigheid van peroxiden addeert waterstofbromide aan een alkeen via een anti-Markovnikov-manier. Dit is omdat de reactie verloopt met de vorming van een intermediair koolstofradicaal.
Met alfa,bèta-onverzadigde carbonylverbindingen (typische Michael-acceptoren) treedt eveneens anti-Markovnikovadditie op, omdat het halogenide nu optreedt als nucleofiel en een nucleofiele geconjugeerde additie ondergaat. Een voorbeeld is de reactie van waterstofchloride met acroleïne: